# Israel Putnam Wolf Den
Israel Putnam Wolf Den ist ein historischer Ort im Mashamoquet Brook State Park, einem State Park im US-Bundesstaat Connecticut auf dem Gebiet der Gemeinde Pomfret. An dieser Stelle erschoss Israel Putnam im Jahr 1742 Connecticuts letzten bekannten Wolf. Der Ort wurde 1985 ins National Register of Historic Places aufgenommen.
Der Park umfasst  3,6 km² (900 acre) und bietet zwei Campingplätze, Wander- und Angelmöglichkeiten, sowie Möglichkeiten zum Picknicken und Schwimmen.

## Name
Das Gebiet gehörte ursprünglich zum Streifgebiet des Häuptling Uncas der Mohegan. Der Name Mashamoquet bedeutet „Fluss, wo man gut fischen kann“.

## Geographie
Das Parkgebiet erstreckt sich von Nord nach Süden über ca. 4 km. Drei größere Parzellen sind dabei durch relativ schmale Flurstücke miteinander verbunden. Die großen Parzellen sind zum Teil Quellgebiete verschiedener Bäche: Mashamoquet Brook mit dem Seitenarm Sap Tree Brook bestimmt die nördliche Fläche des Parks. Er entspringt weiter im Norden und hat noch einige Nebenflüsse. Am Mashamoquet Brook liegt auch das Marcy Blacksmith Museum (⊙). Der mittlere Teil des Parks wird durch den Wolf Den Brook mit mehreren Quellbächen gegliedert. Der Südliche Teil schließlich wird vom Blackwell Brook mit seinen Quellbächen (unter anderem Harris Brook und Sandy Brook) durchflossen. Hier befindet sich auch die Barrett Ridge und kleine Seen, die zum Wolf Den Brook entwässern.
In der Nähe der Wolf Den befinden sich die Gesteinsformationen Table Rock und Indian Chair.

## Geschichte
Der Park wurde 1914 gegründet. Dazu wurden drei vorher vorhandene Landstücke (Mashamoquet Brook, Wolf Den und Saptree Run) vereinigt, die zum Teil schon 1899 von den Daughters of the American Revolution erworben worden waren. Weitere Parzellen wurden durch Sarah Fay und andere gestiftet.
Im Parkgebiet wurde früher eine Getreidemühle, eine Mostmühle und eine Wagnerei betrieben. Der Mühlendamm wurde 1938 durch ein Hochwasser zerstört. Heute wird die Mühle als Museum von der Pomfret Historical Society betrieben.

## Legend

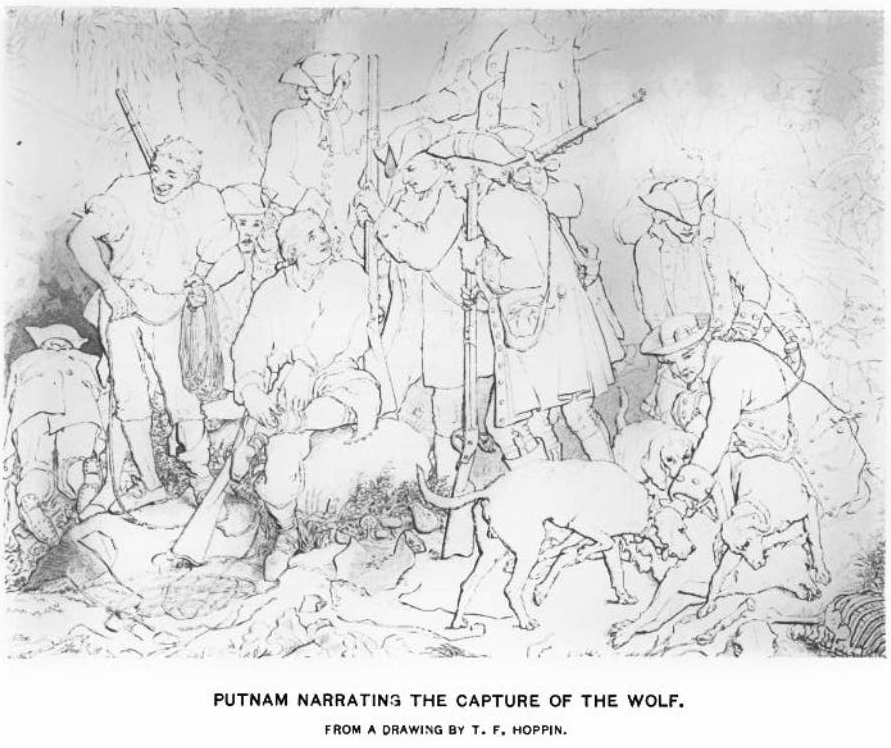
Israel Putnam erzählt von der Jagd auf den Wolf.

Eine Legende erzählt, dass Putnam zusammen mit anderen einen Wolf bis zur Grotte verfolgte, der 70 Schafe auf seiner Farm gerissen hatte. Putnam kroch bei Fackelschein in die Grotte und schoss den Wolf. Danach ließ er sich an einem Seil aus der Höhle ziehen, während er den Wolf hinter sich herzog. Diese Legende wird in der Biographie von David Humphrey (1788) wiedergegeben. Auch wenn die Geschichte mit den Jahren ausgeschmückt wurde, dürften die Hauptpunkte historisch sein. Diese Episode ereignete sich am Anfang von Putnams Karriere. Später wurde er bekannt als Offizier im French and Indian War und im Amerikanischen Unabhängigkeitskrieg.

## Die Grotte
Die Grotte, eine natürliche Kluft in einer Gneis-Klippe, führt etwa 6,5 m (20 ft) in den Fels. Möglicherweise gab es auch eine kleine Kammer, aber Erde und Abraum haben diese aufgefüllt. Die Grotte befindet sich heute noch in dem Zustand, wie zu der Zeit, als die Legende aufgezeichnet wurde.
Heute ist sie über einen Wanderweg zugänglich, der im Mashamoquet Brook State Park am Wolf Den drive beginnt.